# Siegfried Rockendorf
Siegfried Rockendorf (* 5. Januar 1950 in Bad Sachsa; † 13. Dezember 2000 ebenda) war ein deutscher Koch.

## Werdegang
Nach der Ausbildung im Berghotel Ravensberg von 1965 bis 1968 ging Rockendorf zum Hilton Hotel (heute InterContinental Berlin). Nachdem er Souschef im Sheraton International in Kairo war, wurde er 1974 Küchendirektor des Hotels Schweizerhof in Berlin.
Im Jahr 1977 legte Siegfried Rockendorf vor der IHK Berlin seine Meisterprüfung einschließlich Ausbildereignungsprüfung ab. Die Voraussetzung, sich selbstständig zu machen, war damit erfüllt, so dass er noch in diesem Jahr sein erstes Restaurant in Berlin-Tegel eröffnete, die Alte Waldschänke. Seit 1981 führte er Rockendorfs Restaurant in Berlin-Waidmannslust, wo er seinen ersten Michelin-Stern erhielt. 1988 wurde er mit zwei Michelin-Sternen und 19 Punkten im Gault Millau ausgezeichnet.
Nach der Wende folgten die Eröffnungen des Leysieffer am Kurfürstendamm und danach das Landhaus Ritter zur Linde, die er jedoch nur kurzfristig betrieb. Im Mai 2000 eröffnete er das Restaurant in einem Berliner Nobel-Seniorenwohnhaus.
Siegfried Rockendorf starb im Dezember 2000 bei einer Familienfeier.

## Auszeichnungen
- 1993: Bester Koch des Jahres, Gault Millau
- 1988: Zwei Sterne Michelin-Sterne